# Рудзели
Рудзели (рос. Рудзели) — присілок в Питаловському районі Псковської області Російської Федерації.
Населення становить 14 осіб. Входить до складу муніципального утворення Гавровська волость.

## Історія
Від 2015 року входить до складу муніципального утворення Гавровська волость.

## Населення
| 2001 | 2002 | 2010 |
| ---- | ---- | ---- |
| 20   | ↘15  | ↘14  |